# Faw (Irak)

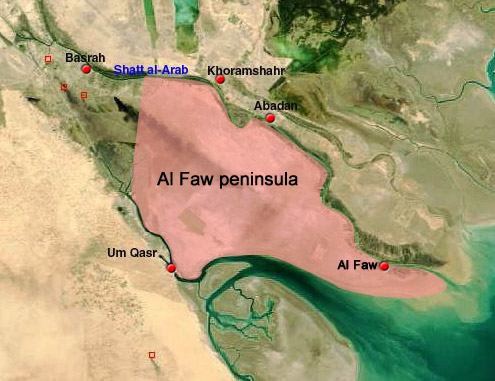
Karte der Faw-Halbinsel

Faw (arabisch الفاو, DMG al-Fāw; Alternativschreibweisen Fao bzw. Fau) ist eine Stadt im Irak mit 105.080 Einwohnern (Stand 1. Januar 2005) auf der gleichnamigen Halbinsel, die östlich von Umm Qasr zwischen Kuwait und dem Iran in den Persischen Golf ragt. Die Stadt liegt direkt am Wasserweg Schatt al-Arab, der die Grenze zum Iran bildet.
Die al-Faw-Halbinsel stellt den einzigen Zugang des Irak zum Meer dar und ist daher von großer strategischer Bedeutung. Als Hafenstadt steht dabei jedoch nicht die Stadt Faw, sondern das auf der westlichen Seite der Halbinsel gelegene Umm Qasr mit dem einzigen Tiefwasserhafen des Landes an erster Stelle.

## Geschichte
Im Ersten Weltkrieg war die britische Landung bei Fao am 6. November 1914 die Eröffnungsschlacht der Mesopotamienfront. In ihrem Rahmen wurde die Fao-Festung, die strategisch wichtig an der Mündung des Schatt al-Arab lag, von britischen Truppen eingenommen. 
Im Ersten Golfkrieg zwischen Iran und Irak 1980 bis 1988 war die Halbinsel Faw hart umkämpft. Sie wurde im Februar 1986 von Iran erobert und im April 1988 vom Irak zurückerobert, was Anlass zur Errichtung des Bagdader al-Faw-Palastes war. Bei den Kämpfen um die Insel sollen auf beiden Seiten bis zu 170.000 Soldaten gefallen sein. Bei der Rückeroberung wurde nach UNO-Ermittlungen vom Irak chemische Kampfstoffe eingesetzt.
Im Dritten Golfkrieg Anfang 2003 fiel die Halbinsel Faw bereits nach wenigen Tagen in die Hände der Angreifer aus den USA und Großbritannien.